# Lake of Bays (Muskoka)
Der Lake of Bays (englisch für „See der Buchten“) ist ein See in Ontario (Kanada) in der gleichnamigen Township Lake of Bays.

## Lage
Der Lake of Bays befindet sich in der Muskoka District Municipality, 175 km nördlich von Toronto. 10 km weiter westlich befindet sich die Kleinstadt Huntsville  am Ontario Highway 11 (Toronto–North Bay).